# Abetifi

Abetifi är en ort i södra Ghana. Den är huvudort för distriktet Kwahu East, och folkmängden uppgick till 10 445 invånare vid folkräkningen 2010.